# Herb Księstwa Warszawskiego

Herb mały Księstwa Warszawskiego (1807–1815)

Herb Księstwa Warszawskiego przedstawia na tarczy dzielonej w słup w polu prawym herb Saksonii – naprzemianlegle dziesięć czarnych i żółtych pasów, na których w skos korona ruciana zielona. Jest to jednocześnie herb dynastii Wettynów, z której pochodził władca Księstwa Warszawskiego Fryderyk August I. W polu lewym, czerwonym znajduje się herb Polski, biały orzeł w zamkniętej koronie oraz z królewskimi insygniami – złotymi berłem i jabłkiem – w szponach. Całość wieńczyła zamknięta korona.
Wizerunek herbu zachował się do dziś na murach twierdzy Modlin.

## Galeria

### Elementy składowe

Herb dynastii Wettynów i jednocześnie herb Saksonii
Herb Polski z insygniami z czasów stanisławowskich

### Wersje herbu

Współczesna rekonstrukcja Wielkiego Herbu Księstwa Warszawskiego
Herb księcia warszawskiego Fryderyka Augusta I z łańcuchem Orderu Złotego Runa
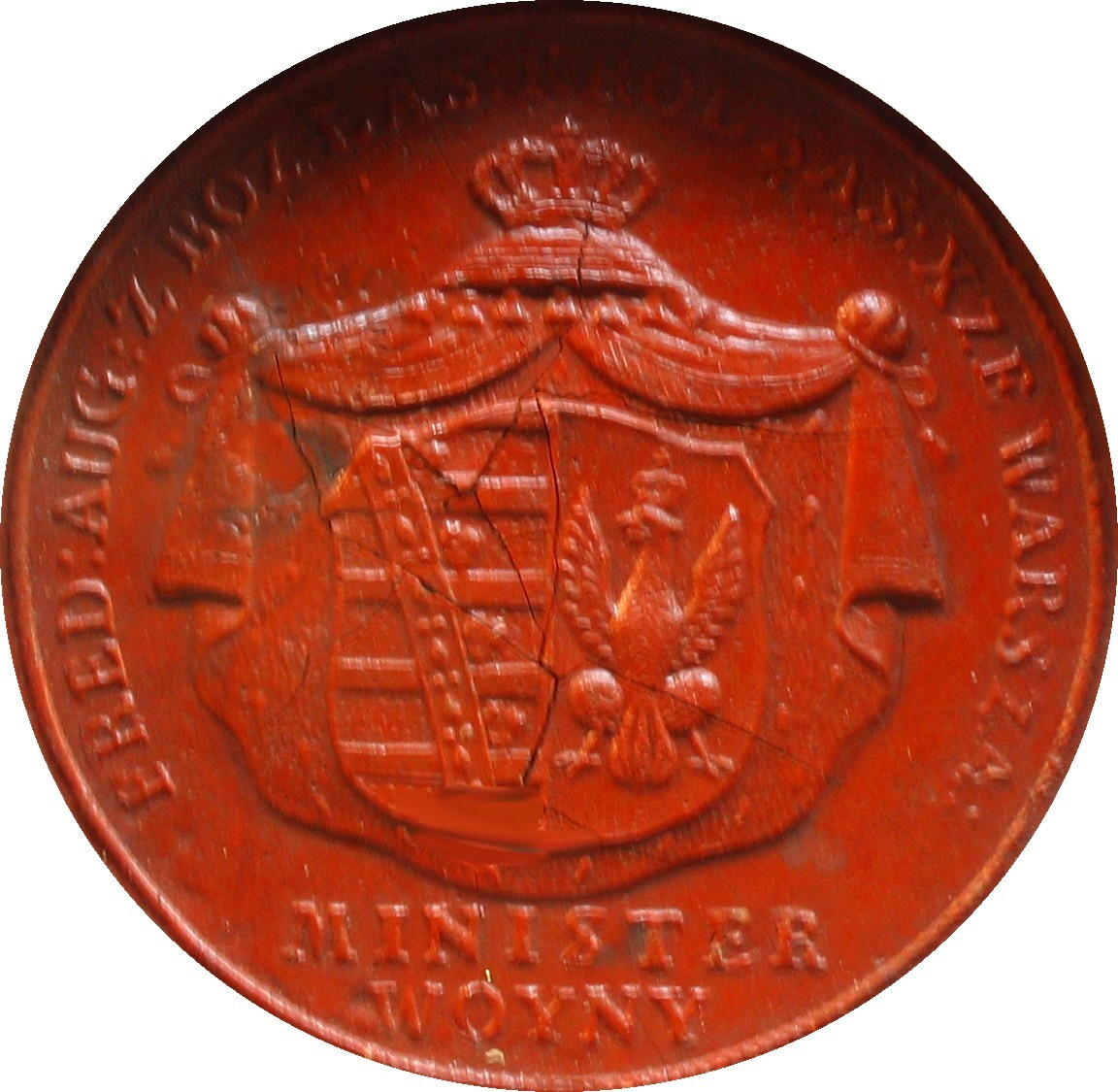
Pieczęć ministra wojny ze średnim herbem Księstwa Warszawskiego

### Nawiązania

Bardzo podobny do herbu Księstwa Warszawskiego jest herb Chrzanowa